# 保山乌头
保山乌头（学名：Aconitum nagarum），为毛茛科乌头属下的一个种。

## 扩展阅读
維基物種上的相關：保山乌头